# Kneecap
Kneecap – irlandzkie trio hip-hopowe z Belfastu w Irlandii Północnej, w którego skład wchodzą Mo Chara, Móglaí Bap i DJ Próvaí – pseudonimy artystyczne odpowiednio Liama Óga Ó hAnnaidha, Naoise'a Ó Cairealláina i J. J. Ó Dochartaigha. Zespół rapuje w mieszance języka angielskiego i irlandzkiego. Ich debiutancki singel C.E.A.R.T.A. (słowo cearta oznacza po irlandzku „prawa”) ukazał się w 2017, a pierwszy album studyjny zatytułowany 3CAG został wydany w 2018.

## Historia
Pierwszy singel zespołu, C.E.A.R.T.A., powstał na podstawie osobistych doświadczeń Móglaí Bapa. W przeddzień marszu poparcia dla ustawy o języku irlandzkim w Belfaście artysta wyszedł z przyjacielem i namalował słowo Cearta (tłum. „prawa”) na przystanku autobusowym. Interweniowała Policja Irlandii Północnej (Police Service of Northern Ireland), która aresztowała jego towarzysza, choć sam Móglaí Bap zdołał uciec. W areszcie przyjaciel odmówił mówienia po angielsku i porozumiewał się wyłącznie w języku irlandzkim, spędzając tam noc. Bezpośrednio po tym zdarzeniu powstał utwór C.E.A.R.T.A..
Pod koniec 2017 piosenka została zakazana w emisji na irlandzkojęzycznej stacji RTÉ Raidió na Gaeltachta (RnaG) z powodu „odniesień do narkotyków i wulgaryzmów”. Fani zespołu uruchomili petycję o jej przywrócenie na antenę, którą podpisało 700 osób. Kneecap bronił utworu jako „karykatury życia w zachodnim Belfaście” i „satyrycznego spojrzenia na codzienność młodych ludzi, szczególnie w tej części miasta”.
Debiutancki album długogrający zespołu, 3CAG, ukazał się w 2018. Tytuł odnosi się do narkotyku MDMA – 3CAG to skrót od trí chonsan agus guta (tłum. „trzy spółgłoski i samogłoska”), będący slangowym określeniem tej substancji. Serwis „The Skinny” opisał album retrospektywnie jako „nieodpartą kolekcję hałaśliwego hip-hopu, łączącego języki irlandzki i angielski z zuchwałym poczuciem humoru”. „The Guardian” z kolei nazwał go „pełnym samoświadomości i tupetu w równym stopniu — płynnie przechodzącym od imprezowego stylu życia do codziennej rzeczywistości dorastania w Irlandii Północnej po zakończeniu konfliktu”.
Podczas gdy Mo Chara i Móglaí Bap pochodzą z zachodniego Belfastu, DJ Próvaí wywodzi się z Londonderry. Pracował jako nauczyciel aż do 2020, kiedy odszedł z pracy po tym, jak szkoła została poinformowana o nagraniu z koncertu, na którym na jego pośladkach widniał napis Brits Out (tłum. „Precz z Brytyjczykami”).
W lutym 2019 poseł Demokratycznej Partii Unionistycznej (DUP), Christopher Stalford, potępił zespół po tym, jak w internecie opublikowano nagrania z koncertu w Empire Music Hall w Belfaście, na których trio skandowało hasło Brits Out. Koncert odbył się dzień po wizycie księcia i księżnej Cambridge w tej samej sali.
W 2021 Kneecap wydał singel MAM jako hołd dla swoich matek. Zespół podkreślił, że utwór był świadomym odejściem od dotychczasowego stylu, ponieważ chcieli stworzyć coś bardziej „prawdziwego”. Mo Chara w wywiadzie powiedział: „Potrafimy zrzucić cię ze sceny kopnięciem z obrotu, ale możemy też cię potem przytulić. Chcieliśmy zrobić coś bardziej sentymentalnego — nie chcemy zamykać się w ramach męskości przez cały czas”. Grupa ujawniła również, że matka Móglaí Bapa zmarła śmiercią samobójczą przed premierą utworu, a cały dochód z jego sprzedaży został przekazany organizacji Samarytanie.
Na początku 2023 rozpoczęto zdjęcia do filmu fabularnego zatytułowanego Kneecap. Hip-hopowa rewolucja, przedstawiającego fikcyjną wersję historii zespołu i jego drogi do sławy. Premiera filmu miała miejsce w sierpniu 2024. Reżyserem był Rich Peppiatt, a w jednej z ról drugoplanowych wystąpił Michael Fassbender.

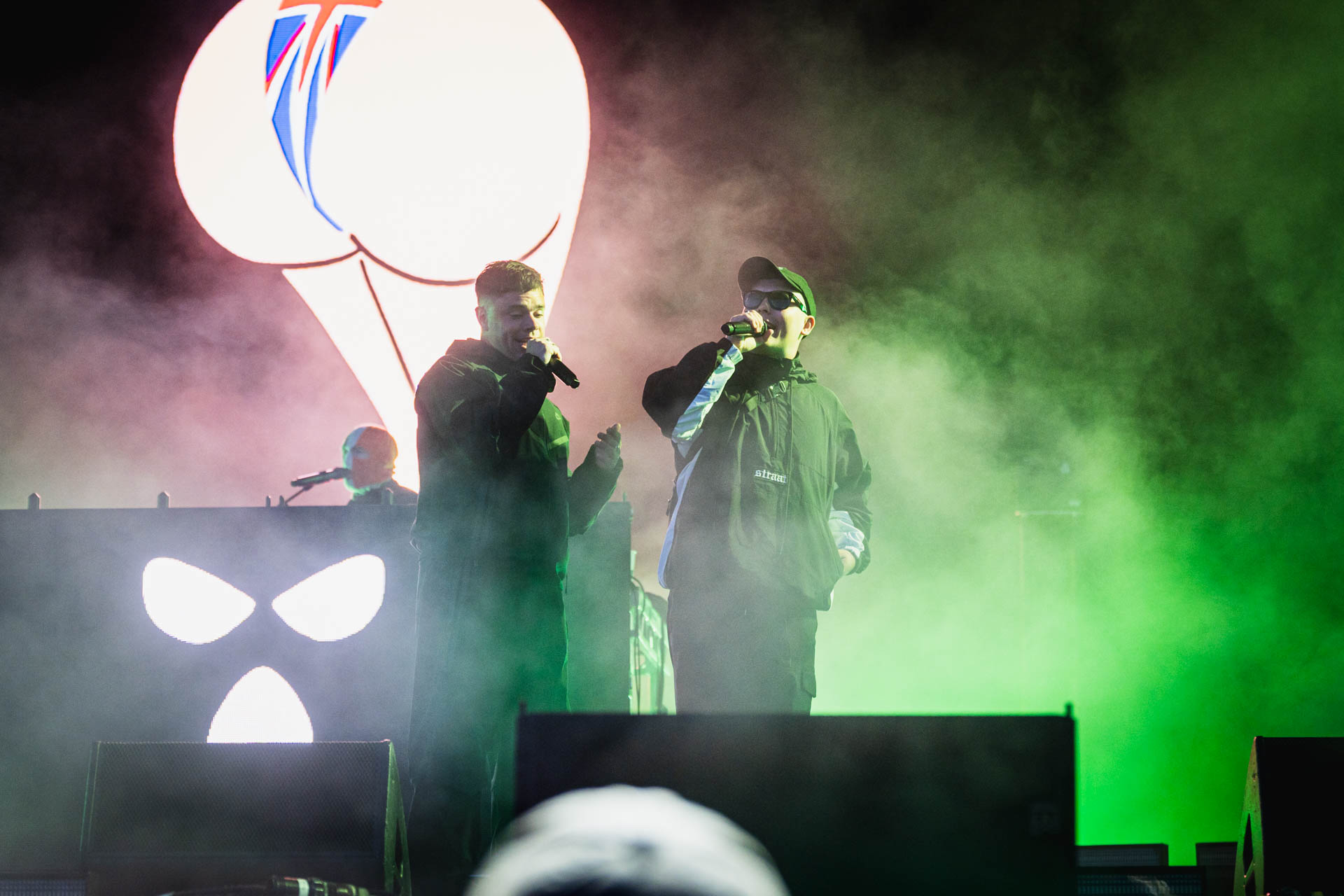
Kneecap podczas koncertu 23 maja 2025

W lutym 2024 grupa otrzymała grant w wysokości 14 250 funtów z brytyjskiego programu Music Export Growth Scheme, jednak środki zostały zablokowane przez Departament Biznesu i Handlu. Ministra Kemi Badenoch argumentowała, że grant nie powinien być przyznawany „osobom sprzeciwiającym się istnieniu Zjednoczonego Królestwa”. Zespół pozwał rząd Wielkiej Brytanii za dyskryminację, wygrał sprawę i w listopadzie 2024 otrzymał pełną kwotę grantu. Kneecap przekazał ją dwóm organizacjom młodzieżowym wspierającym zarówno społeczności protestanckie, jak i katolickie w Irlandii Północnej.
W maju 2025 Mo Chara został oskarżony na mocy brytyjskiej Ustawy o Terroryzmie z 2006 roku za rzekome publiczne eksponowanie flagi Hezbollahu podczas wydarzenia w listopadzie 2024. 18 czerwca 2025 stanął przed sądem Westminster Magistrates’ Court, został zwolniony bezwarunkowo i ma stawić się ponownie 20 sierpnia 2025. Po rozprawie lider Partii Pracy, Keir Starmer, skomentował, że planowany występ Kneecap na festiwalu Glastonbury 28 czerwca jest „nieodpowiedni”. Zespół odpowiedział: „Wiesz, co jest »nieodpowiednie«, Keir? Uzbrajanie ludobójstwa. Pieprzyć »The Sun« i solidaryzować się z Palestine Action”.
28 czerwca 2025 występ Kneecap na scenie West Holts podczas festiwalu Glastonbury przyciągnął komplet publiczności. Koncert rozpoczął się od wyświetlenia materiału wideo odnoszącego się do medialnych kontrowersji. Podczas występu publiczność skandowała hasła „Free Mo Chara” oraz „fuck Keir Starmer”. Zespół podziękował organizatorom za to, że nie ugięli się pod presją żądającą ich usunięcia z programu. Odnosząc się do swojej sytuacji prawnej, Mo Chara powiedział ze sceny: „Jestem wolnym człowiekiem”. BBC nie transmitowało koncertu na żywo, publikując go dopiero wieczorem na platformie BBC iPlayer po dokonaniu redakcyjnego przeglądu. W reakcji na to niezależny walijski aktywista przeprowadził transmisję koncertu na żywo na TikToku, uzyskując ponad 1,8 miliona polubień. Po wydarzeniu policja hrabstw Avon i Somerset poinformowała, że analizuje nagrania z koncertu pod kątem ewentualnych naruszeń prawa. 18 lipca 2025 ogłoszono, że nie zostaną podjęte dalsze działania z powodu braku wystarczających dowodów umożliwiających wniesienie oskarżenia.
24 lipca 2025 zespół otrzymał trzyletni zakaz wjazdu na terytorium Węgier. Rzecznik rządu węgierskiego, Zoltán Kovács, oświadczył, że członkowie grupy „wielokrotnie angażują się w antysemicką mowę nienawiści, wspierając terroryzm i organizacje terrorystyczne”. Kneecap miał wystąpić na festiwalu Sziget w Budapeszcie 11 sierpnia 2025, jednak – według Kovácsa – ich obecność „stanowiła zagrożenie dla bezpieczeństwa narodowego”. Zespół odpowiedział, że „to ewidentna polityczna zasłona dymna i kolejna próba uciszenia tych, którzy sprzeciwiają się ludobójstwu wobec narodu palestyńskiego”.

## Poglądy
Kneecap są silnie kojarzeni z irlandzkim republikanizmem, który opowiada się za zjednoczeniem Irlandii i sprzeciwia się brytyjskim rządom w Irlandii Północnej. Członkowie zespołu określają siebie jako „Republican Hoods” (tłum. „Republikańskie Ziomki”), a swoich fanów jako „Fenians” (tłum. „Fenianie”). Deklarują również, że są przeciwko sekciarstwu i chcą promować solidarność klasy pracującej wśród katolików i protestantów w Irlandii Północnej.
Zespół wyraża poparcie dla palestyńskiego nacjonalizmu — na koncertach wywiesza palestyńskie flagi oraz nawołuje do bojkotu Izraela. Jak poinformował „Irish Independent”, członkowie grupy wspierali polityczkę Clare Daly ze względu na jej stanowisko wobec Palestyny. Artyści utrzymują także związki z siłownią prowadzoną przez wolontariuszy w obozie uchodźców Muchajjam Ajida w Betlejem — angażowali się w zbiórkę funduszy na jej rzecz oraz promowali ją za pośrednictwem swojego konta na Instagramie. Dodatkowo, w 2022 irlandzki pisarz Manchán Magan wydał cover utworu Kneecap C.E.A.R.T.A., z którego dochód przeznaczono na wsparcie tej inicjatywy.

## Dyskografia

### Albumy studyjne
- 3CAG (2018)
- Fine Art (2024)

### Minialbumy
- Fine Art (Remixes) (2024)
- H.O.O.D 2025 (2025)